# 68a edició dels Premis Sant Jordi de Cinematografia
La gala de la 68a edició dels Premis Sant Jordi de Cinematografia va tenir lloc el 24 d'abril de 2024 al Teatre Coliseum de Barcelona.
El 15 de gener de 2024 el jurat d'aquesta edició, presidit per la periodista d'RNE Conxita Casanovas, i format per Cayetana Guillén Cuervo, Joan Vilà, Yolanda Flores i Gerardo Sánchez, per part de RTVE, i Jordi Camps, Astrid Messeguer (La Vanguardia), Alfons Gorina (Catalunya Ràdio), Oti Rodríguez Marchante (ABC) i Àngel Sala Corbi (director del Festival de Sitges), va fer pública la llista dels guardonats. El 12 de març es va donar a conèixer el premi a la trajectòria pel CIMA. El 3 d'abril es van donar a conèixer els guanyadors de les Roses de Sant Jordi. El 9 d'abril es va fe públic el premi a la trajectòria a Gemma Cuervo i el dia 15 el premi d'honor a Versión española, presentat per la seva filla Cayetana.

## Premis Sant Jordi

### Premis competitius
| Categoria                              | Premiat                                  | Labor premiada             |
| -------------------------------------- | ---------------------------------------- | -------------------------- |
| Millor pel·lícula espanyola            | La societat de la neu                    | Pel·lícula                 |
| Millor actor en pel·lícula espanyola   | Alberto Ammann Rey                       | Upon entry (L'arribada).   |
| Millor actriu en pel·lícula espanyola  | Carolina Yuste                           | Saben aquell               |
| Millor opera prima                     | Alejandro Rojas i Juan Sebastián Vásquez | Upon entry (L'arribada)    |
| Millor pel·lícula estrangera           | Killers of the Flower Moon               | Pel·lícula                 |
| Millor actor en película estrangera    | Cillian Murphy                           | Oppenheimer                |
| Millor actriu en pel·lícula estrangera | Lily Gladstone                           | Killers of the Flower Moon |

### Premis honorífics
| Categoria                       | Premiat                                                 | Labor premiada |
| ------------------------------- | ------------------------------------------------------- | -------------- |
| Premi de la indústria           | Associació de dones cineastes i de mitjans audiovisuals |                |
| Premi especial a la trajectòria | Gemma Cuervo                                            | -              |
| Premi d'honor                   | Versión española                                        | -              |

## Roses de Sant Jordi
| Categoria                    | Premiada                  |
| ---------------------------- | ------------------------- |
| Millor pel·lícula espanyola  | 20.000 espècies d'abelles |
| Millor pel·lícula estrangera | Barbie                    |